# Лейтнер, Готлиб Вильгельм
Го́тлиб Ви́льгельм Ле́йтнер или Готлиб Ви́льям Лейтнер M.A., Ph.D., L.L.D., D.O.L. (венг. Leitner Gottlieb Vilmos, нем. Gottlieb Wilhelm Leitner, англ. Gottlieb William Leitner; 14 октября 1840, Пешт — 22 марта 1899, Бонн) — британский востоковед венгерско-еврейского происхождения.

Лейтнер в 21 год, профессор Королевского колледжа Лондонского университета, Лондон. Взято из Strand Magazine, 1894.

## Юность и образование
Готлиб Вильгельм Лейтнер родился в Пеште (Венгрия) 14 октября 1840 года в еврейской семье. Будучи ребёнком, демонстрировал экстраординарные способности к изучению языков. В возрасте 6 лет он был отправлен в Константинополь для изучения арабского и турецкого языков, и к 10 годам он уже знал турецкий, арабский и большинство восточноевропейских языков. К пятнадцати он был назначен переводчиком первого класса в британский комиссариат в Крыму, в звании полковника. Когда крымская война закончилась, он решил стать священником и отправился обучаться в Королевский колледж в Лондоне.
Во время своего путешествия по мусульманским странам он принял мусульманское имя Абдур Рашид Сайях (англ. Abdur Rasheed Sayyah). Сайях по-арабски означает «путешественник».
Как лингвист, он был знаком с примерно пятнадцатью языками, на многих из которых свободно говорил. В девятнадцать он стал преподавателем арабского, турецкого и новогреческого языков, а в 23 года стал профессором по арабскому и мусульманскому праву в королевском колледже Лондона.
Тремя годами позже, в 1864 году, он стал главой государственного колледжа в Лахоре (ныне Пакистан), и добился повышения его статуса до Пенджабского университета. Он основал множество школ, литературных ассоциаций, публичных библиотек и академических журналов, одновременно продолжая исследование различных культур Индии. В этот период он написал капитальный академический труд на языке урду, «История ислама» в двух томах, с помощью мусульманского учёного Маулви Карим-уд-Дин (англ. Maulvi Karim-ud-Din), который был в то время окружным школьным инспектором в Амритсаре (Пенджаб). Оба тома были позднее опубликованы в 1871 и в 1876 годах.
В 1886 году он вернулся из Индии.

## Возвращение в Европу
В конце 1870-х он вернулся в Европу для обучения в Гейдельбергском университете (Германия), параллельно работая на австрийское, прусское и британское правительства. Его интересы в это время сместились в сторону создания в Европе центра по изучению восточных языков, культуры и истории. В 1881 году он вернулся в Англию, и стал искать подходящее место для продолжения работы, и в 1883 году он занял вакантное место в Королевском драматическом колледже в Уокинге.

## Надпись на надгробии др. Лейтнера
Доктор Лейтнер был похоронен на Бруквудском кладбище, рядом с Уокингом. Рядом похоронена супруга, Лина Олимпия Лейтнер (1848—1912).
| THE LEARNED ARE HONOURED IN THEIR WORK GOTTLIEB WILLIAM LEITNER ORIENTAL INSTITUTE WOKING BORN 14TH OCTOBER 1840 AT BUDAPEST DIED 22ND MARCH 1899 AT BONN ________________________ LINA OLYMPIA LEITNER HIS WIFE DIED 24TH MAY 1912 IN LONDON AGED 64 BONN ________________________ The Lord is my shepherd therefore can I lack nothing. Yea, Though I walk through the valley of the shadow of death, I will fear no evil. (Ps. XXIII) ________________________ Al-‘ilmu khayrum min al-maali HENRY LEITNER Only son Born Lahore 1869 — Died London 1945 |

## Основные труды
- On the Sciences of language and of ethnography, with general reference to the language and customs of the people of Hanza: A report of an extempore address. (nach 1856).
- Introduction to a philosophical Grammar of Arabic: Being an attempt to discover a few simple principles in Arabic Grammar. Reprinted and slightly enlarged from the «Panjab Educational Magazine», Lahore 1871
- The Sinin-i-Islam; The races of Turkey; History of Dardistan, songs, legends etc; Graeco-budhistic discoveries; History of indigenous education in the Panjab since annexation.
- A lecture on the races of Turkey, both of Europe and of Asia, and the state of their education: being, principally, a contribution to Muhammadan education. Lahore 1871.
- A detailed analysis of Abdul Ghafur’s dictionary of the terms used by criminal tribes in the Panjab. Lahore 1880.
- History of indigenous education in the Punjab since annexation and in 1882. Calcutta 1882. Reprint Delhi: Amar Prakashan, 1982.
- The Kunza and Nagyr handbook being an introduction to a Knowledge of the language. Calcutta 1889.
- Dardistan in 1866, 1886 and 1893: being an account of the history, religions, customs, legends, fables, and songs of Gilgit, Chilas, Kandia (Gabrial), Yasin, Chitral, Hunza, Aagyr, and other parts of the Hindukush, Reprint der Ausgabe Woking, Oriental Univ. Inst., 1893, New Delhi: Bhavana Books & Prints, 2001 ISBN 81-86505-49-0
- Dardistan in 1866, 1886 and 1893 : being an account of the history, religions, customs, legends, fables and songs of Gilgit Chilas, Kandia (Gabrial) Yasin, Chitral, Hunza, Nagyr and other parts of the Hindukush; as also a suppl. to the 2. ed. of The Hunza and Nagyr handbook and an epitome of p. 3 of the author’s «The languages and races of Dardistan». Reprint of the edition 1889, Karachi: Indus Publ., 1985.